# Nitrosopumilus maritimus
Espèce
Nitrosopumilus maritimus est une espèce d'archées, de la famille des Nitrosopumilaceae. Très commune dans les océans (elle représente environ 20 % des cellules observées dans l'eau de mer), c'est l'un des plus petits organismes vivants connus, avec un diamètre de seulement 200 nm.
N. maritimus tire son énergie métabolique de l'oxydation de l'ammoniac NH3 en nitrite NO2–, et peut utiliser l'ammoniac jusqu'à des concentrations aussi faibles que 10 nmol/l.
Quoiqu'aérobie, N. maritimus peut se développer dans des eaux sombres et très pauvres en oxygène — et au laboratoire aussi dans des conditions anoxiques —, grâce à des réactions métaboliques décomposant les nitrites en azote N2 et en oxygène O2. C'est ainsi l'un des rares organismes capables de produire de l'oxygène en l'absence de toute lumière.